# Editorial Límits
Editorial Límits es una editora andorrana tradicionalmente orientada a la publicación de traducciones al catalán de títulos relevantes de la literatura universal. En una segunda etapa, iniciada en 2014, la firma ha editado también obras de autores de expresión catalana radicados en Andorra.

## Historia
La Editorial Límits fue fundada en 1993 en Andorra la Vieja por David Zabala y Maria Àngels Vilana. La primera etapa de este sello (1993-2013) transcurrió bajo la dirección de sus fundadores, que se habían propuesto, a través de la labor de acreditados traductores, acercar al lector en lengua catalana títulos apreciados aunque no siempre conocidos de la literatura universal. Editaron de media unos tres libros por año, cuidando lo mismo la traducción que los prólogos (obra con frecuencia de conocidos estudiosos o escritores) y ampliaron pausadamente sus horizontes creando en 2004 una colección de poesía.
Tras un declive en el ya corto número de obras publicadas, la empresa pasó a manos de un editor de vocación tardía, Marc Miró, y de su socio Miquel Clua, iniciándose así en 2014 una segunda etapa. El relevo no supuso un cambio sensible en la filosofía del proyecto: lo más notable fue un nuevo diseño de cubiertas, menos austero que el anterior, y el desarrollo de la página web. Cabe señalar también la aspiración a recuperar la periodicidad de publicación, la inclusión en el catálogo de autores andorranos y la decisión consciente de retener todas las fases de la producción dentro del país.

## Catálogo
De entre las novelas publicadas por el sello cabe destacar Un casament a províncies (Una boda en provincias, 1994), de Marchesa Colombi, pseudónimo de la italiana Maria Antonietta Torriani; la traducción corrió a cargo de Carme Arenas, e incluía con una presentación de Italo Calvino y un prólogo de Natalia Ginzburg; El darrer estiu (El último verano, 1994), de Ricarda Huch, traducido por Joan Fontcuberta y precedido de un prólogo de Doris Ensinger; y Tanguy (1994), de Michel del Castillo, traducido del francés por Ramon Lladó y con prólogo de Manuel Vázquez Montalbán.
La novela negra está representada en la Trilogía de Marsella del francés Jean-Claude Izzo, formada por las novelas Keops total (2003), Xurmo (2004) y Soleà (2005), todas ellas traducidas por Lluís Maria Todó. En el ámbito del relato corto deben citarse Un matí a Tidewater. Tres contes de joventut (Una mañana en Tidewater. Tres cuentos de juventud, 1996), del estadounidense William Styron, en traducción de Francesc Parcerisas; y también Històries del bon Déu (Historias del buen Dios, 2009), de Rainer Maria Rilke.
El género lírico entró el catálogo con Per què has deixat el cavall sol? (¿Por qué has dejado solo el caballo?, 2004), poemario del poeta palestino Mahmut Darwix que inauguró la colección Poesia Errant (Poesía Errante). Le siguió Etiòpiques (Etiópicas, 2008), del presidente y poeta senegalés Léopold Sédar Senghor. Al margen de la ficción, resulta de especial interés el epistolario de Rainer Maria Rilke y Lou Andreas-Salomé en dos volúmenes (2015 y 2016), titulado Rainer & Lou. Cartes seleccionades (1897-1926), en versión de Joan Fontcuberta.
El epistolario de Rilke y Andreas-Salomé fue la obra con que los nuevos propietarios, Marc Miró y Miquel Clua, reactivaron el sello. En esta segunda etapa de la editora se introdujo como novedad la publicación de obras escritas originariamente en lengua catalana por autores radicados en Andorra, línea que estrenaron los relatos de Vertigen. Vint-i-set contes dintre d’un laberint (Vértigo. Veintisiete cuentos dentro de un laberinto, 2017), de Manel Gibert, con prólogo de Isabel-Clara Simó, y la novela Ossos i cendres (Huesos y cenizas, 2019), de Robert Pastor. En febrero de 2025, habiendo quedado como socio único, y tras dos años sin nuevas publicaciones, Marc Miró auguraba el posible fin de la editora.